# Dante De Blasi
Dante De Blasi (Uggiano la Chiesa, 25 ottobre 1873 – Roma, 10 luglio 1956) è stato un immunologo, batteriologo e igienista italiano, che è stato anche alla guida di prestigiose istituzioni quali l'Istituto Superiore di Sanità (1935) e il Consiglio superiore di sanità (1935-1943).

## Biografia
Nato a Uggiano la Chiesa, un piccolo paese dell'entroterra di Otranto da umile famiglia, De Blasi dimostrò doti di studioso brillante, poliedrico e geniale già negli anni del liceo; allo spessore scientifico, il De Blasi univa, infatti, una straordinaria cultura generale, che gli consentiva di conoscere un gran numero di lingue straniere, compreso il russo. Nel 1893 vinse il primo premio nella gara nazionale per una composizione in lingua italiana indetta da Guido Baccelli fra i maturandi delle scuole medie superiori; presidente della commissione esaminatrice era il poeta Giosuè Carducci. Si laureò in medicina all'università di Roma con una tesi in embriologia che meritò il Premio Girolami (1899).
Dopo il servizio militare, nel 1902 iniziò la carriera universitaria come assistente ordinario nell'Istituto di Igiene dell'Università di Roma diretto da Angelo Celli. Nel 1904 ottenne la libera docenza in batteriologia e fu incaricato dell'insegnamento di Batteriologia a Roma dal 1905 al 1920. Nel 1920 fu professore di Igiene nell'università di Cagliari, dal 1921 al 34 a Napoli, per tornare finalmente a Roma, dove successe a Giuseppe Sanarelli. De Blasi contribuì in modo decisivo alla stesura del nuovo Testo Unico delle Leggi Sanitarie, approvato con Regio Decreto 27 luglio 1934 n°1265, del quale si impegnò a curare in modo particolare la parte relativa all'assistenza territoriale, partendo dal principio che «una solida e capillare rete di assistenza territoriale vale ben più di mille spedali». Si dedicò alla lotta contro la malaria. Fu, infine, direttore di Annali di igiene dal 1938 al 1943.
L'attività scientifica di De Blasi è stata molto vasta e ha interessato soprattutto la batteriologia e la sierologia. Fra i principali risultati:
- scoperta del fenomeno della agglutinazione noto come "Fenomeno di De Blasi": l'elevato titolo di anticorpi nei sieri dei malati di febbre tifoide può inibire la reazione di agglutinazione, determinandone quindi la negatività[2]
- scoperta che la dissenteria batterica può essere provocata da più varietà di germi[3]
- primo tentativo di riprodurre una neoplasia mediante inoculazione di filtrati preparati da soggetti della stessa specie portatori di tumore[4]
- dimostrazione della filtrabilità del virus della rabbia e presenza dei corpi del Negri nel corno d'Ammone di conigli in cui era stato inoculato il filtrato col virus[5]
- scoperta dell'eziologia dell'agalassia contagiosa delle pecore, in collaborazione con Angelo Celli: l'iniezione di filtrato da latte di animali malati iniettato in animali sani riproduceva la tipica sindrome caratterizzata da agalassia, lesioni oculari e lesioni articolari[6]
- studio del passaggio degli anticorpi nel latte[7]
- dimostrazione, nella cavia infettata con Salmonella typhi, che le aggressine si concentrano nella frazione albuminica mentre le tossine sia nella frazione albuminica che in quella globulinica; inoltre, le aggressine inibiscono la fagocitosi attivata dalle opsonine[8]
- controllo dell'epidemia di febbre tifoide nelle cittadine di Albano Laziale e Genzano di Roma: De Blasi dimostrò l'origine dell'epidemia (inquinamento dell'acqua potabile attraverso un giunto nell'acquedotto)[9][10]. Per questa ricerca, dimostrazione dell'unica epidemia di febbre tifoide di cui origine sicuramente idrica, De Blasi ottenne il più alto riconoscimento all'Esposizione internazionale scientifica per il centenario della nascita di Pasteur di Strasburgo nel 1923.

## Riconoscimenti
Socio di:
- Accademia nazionale delle scienze detta dei XL
- Accademia dei Lincei (dal 1936)
- Accademia d'Italia (dal 1929)
- Pontificia Accademia delle Scienze
- Accademia Pontaniana
- Accademia Cesarea Leopoldina
- Presidente della SItI (Società Italiana di Igiene) dal 1932 al 1945